# بوکهورن (نیدرزاکسن)
بوکهورن (به آلمانی: Bockhorn) یک شهر در آلمان است که در فریسلاند واقع شده‌است. بوکهورن ۹٬۱۱۶ نفر جمعیت دارد.

## خواهرخوانده
شهر ورتشوملو خواهرخواندهٔ بوکهورن (نیدرزاکسن) هست.